# Kristoffer Brun
Pour les articles homonymes, voir Brun.
Kristoffer Brun, né le 7 avril 1988, est un rameur norvégien.

## Palmarès

### Jeux olympiques
- 2012 à Londres, (Royaume-Uni)

### Championnats du monde
- 2013 à Chungju, (Corée du Sud)
  -  Médaille d'or en Deux de couple poids légers
- 2014 à Amsterdam, (Pays-Bas)
  -  Médaille de bronze en Deux de couple poids légers

### Championnats d'Europe
- 2014 à Belgrade, (Serbie)
  -  Médaille de bronze en Deux de couple poids légers
- 2014 à Séville, (Espagne)
  -  Médaille d'argent en Deux de couple poids légers
- 2015 à Poznań, (Pologne)
  -  Médaille de bronze en Deux de couple poids légers